# 山东省青岛第二中学
山东省青岛第二中学（简称：青岛二中），位于中国山东省青岛市崂山区松岭路70号，是一所直属于青岛市教育局的公办全日制中学。该校最初为设立于1925年的胶澳商埠公立女子两级小学校附设初中班，1927年独立建校，名为胶澳商埠公立女子中学校，1930年改名青岛市市立女子中学校，1949年以后改现名，为男女合校制完全中学，1999年初高中分离，迁至现址。

## 历史
1925年10月，胶澳商埠公立女子两级小学校（今青岛江苏路小学）附设初中班，有学生25名，次年增设一班。1927年8月，女子初中班独立建校，名为胶澳商埠公立女子中学校，租用观海二路一民房作为校址（今观海二路25号）。1928年7月，因原校址不敷使用，胶澳商埠督办公署划拨湖南路一房产（今湖南路31号址）作为校址。该年度该校有学生63人，教职员12人。
1929年南京国民政府接收青岛后改名为青岛特别市市立女子初级中学校，该年第一届毕业生9人。1930年秋，迁至莱阳路原私立青岛中学校址（即今太平路2号青岛实验初中校址），增设高中班，学生达290人，同年改名为青岛市市立女子中学。1933年，该校新建教学楼一座（今实验初中广雅楼）、大礼堂一座（今实验初中教工食堂）、教职工宿舍30余间。1930年代，市立女中校内曾有中共党组织、共青团组织及左联组织。这一时期曾在市立女中任教的文艺教育界名人有胡絜青、吴伯箫、张友松、王云阶、刘皑风、陶钝等。
1937年8月，该校因全面抗战爆发而停课。1938年1月日军占领青岛后市立女中校舍被占用，遂于9月16日在朝城路小学复课。1944年8月，日伪当局将市立女中改名市立第一女子中学。1945年8月抗战结束后恢复市立女中校名，1946年11月经与驻青美军交涉迁回莱阳路原校舍，当时有学生23个班1427人。
1949年6月青岛解放后，位于该校斜对面总兵衙门旧址的私立崂山中学（原名抗建中学）并入该校，因此改为男女合校制，改名为青岛市立第二中学，有高中9个班（全部为女生），初中21个班，全校共有1525名学生，其中女生1250人。1950年秋改名为山东省青岛第二中学。1953年、1980年，该校两次被定为山东省重点中学。1997年，该校位于崂山区松岭路70号的新校区开始动工。1999年6月，崂山区新校区竣工，该校高中部和初中部拆分，高中部迁往新校区，改为寄宿制，校名仍为青岛二中，初中部留在原校址，改名为青岛育才中学（今青岛实验初中）。此后青岛二中只保留高中部三个年级。

## 校园风貌

### 老校舍
青岛二中原校舍位于市南区太平路2号，现为青岛实验初中校址。

### 新校舍
青岛二中现校址邻近崂山，占地264亩，总建筑面积6万多平方米，单体建筑17个，拥有科创中心、体育馆、田径场、艺术楼、学生公寓等场馆设施。

## 学校传统

### 校训、育人目标、办学特色
近百年的青岛二中，始终坚守着教育的本质追求，坚持以培养学生创新素质为核心，全面提升学生综合素质，确立了“深化素质教育、优化教育资源、凸显办学特色、创建国际名校”的办学目标和“造就终身发展之生命主体”的育人目标，逐步形成了“自主·开放”的办学特色。

## 教学情况
青岛二中2021年有在校生3000余名，教职工256人，其中国务院特殊津贴专家1人，二级岗教授2人，正高级、特级教师15人。该校拥有“普通高中新课程新教材国家级示范校”“全国教育系统先进集体”“全国德育先进校”“全国生态文明教育示范学校”等荣誉称号。